# Abraham ibn Ezra

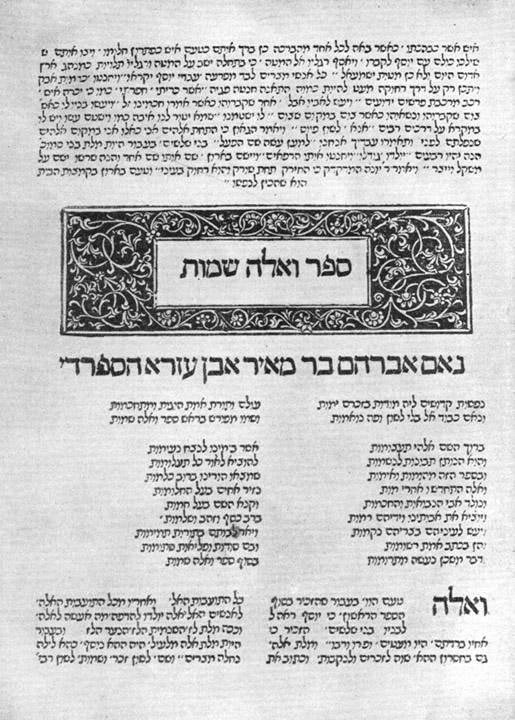
Titelpagina van verklaring van Ibn Ezra op het boek Sjemot (Exodus)

Avraham ben Meir ibn Ezra, of kortweg Ibn Ezra (Tudela, 1089 – Calahorra, ca.1164) was een Spaans rabbijn, Thoraverklaarder, paitan (Oud-Hebreeuws dichter), filosoof, astronoom, astroloog en geneesheer. Hij schreef ook religieuze en seculiere poëzie, religieus-theologische en grammaticale monografieën, en een verzameling wetenschappelijke werken over wiskunde, astronomie, wetenschappelijke instrumenten, de Joodse kalender, en vooral over astrologie. Hij heeft veel gepubliceerd gedurende zijn leven maar is vooral bekend wegens zijn uitgebreide verklaring van de Thora en zijn taalkundige en grammaticale analyse hiervan.

## Trivia
- Op de maan is de inslagkrater Abenezra naar hem genoemd.

## Bron
- Abraham Ibn Ezra on Elections, Interrogations, and Medical Astrology - uitgeverij Brill, Leiden, Boston 2011

Zie ook: Oosterse filosofie · Antieke filosofie · Moderne filosofie · Postmoderne filosofie · Portaal filosofie
- Bibsys: 64274
- Biblioteca Nacional de Chile: 000185985
- Biblioteca Nacional de España: XX882734
- Bibliothèque nationale de France: cb11888013m (data)
- Catàleg d'autoritats de noms i títols de Catalunya: 981060720869706706
- CiNii: DA0607699X
- Gemeinsame Normdatei: 118646613
- International Standard Name Identifier: 0000 0001 1804 4667
- Library of Congress Control Number: n80089611
- MusicBrainz: 32432fd2-3124-4069-b7aa-0f21216a9dff
- Nationale Bibliotheek van Tsjechië: uk2006335030
- Nationale bibliotheek van Australië: 35777601
- Nationale Bibliotheek van Israël: 987007262821205171
- Nationale Bibliotheek van Polen: a0000001890707
- Nationale en Universitaire bibliotheek Zagreb: 000041949
- Nederlandse Thesaurus van Auteursnamen: 071847049
- Réseau des bibliothèques de Suisse occidentale: 02-A005273761
- Istituto Centrale per il Catalogo Unico: BVEV049717
- LIBRIS: 191040
- SNAC: w6gx4hnq
- Système universitaire de documentation: 026676680
- Trove: 1082643
- Virtual International Authority File: 90633023
- WorldCat: E39PBJc3PggYG6HXtxG9GcFqcP